# 2780 Monnig
2780 Monnig è un asteroide della fascia principale. Scoperto nel 1981, presenta un'orbita caratterizzata da un semiasse maggiore pari a 2,1937534 UA e da un'eccentricità di 0,1162438, inclinata di 5,46231° rispetto all'eclittica.